# Orario grafico
L’orario grafico è un diagramma cartesiano x, y utilizzato dagli oraristi per rappresentare un servizio di trasporto (generalmente ferroviario) su una data linea. In ascisse (asse x) sono rappresentati i tempi (h, min), in ordinate (asse y), gli spazi (km) e le stazioni di una linea ferroviaria. Ogni treno è rappresentato da una traccia e da un numero, pari se il treno marcia da sud a nord, dispari nel caso opposto. La traccia è una spezzata obliqua orientata da sinistra a destra e dall'alto verso il basso per i treni che marciano dalla stazione dell'estremo inferiore dell'asse y verso la stazione all'estremo superiore dello stesso asse e dal basso verso l'alto per i treni del senso opposto (cfr. orario cadenzato).
La pendenza della traccia rappresenta la velocità media di marcia del treno, perciò, in un diagramma spazio-tempo eseguito in scala appropriata, più la traccia tende alla verticale, più il treno è veloce, qualunque sia il senso di marcia.
Le soste nelle stazioni sono rappresentate da tratti orizzontali; quando due tracce s'intersecano significa che due treni s'incrociano; se la linea è a binario unico, le tracce si possono intersecare solo in corrispondenza di stazioni o di appositi punti d'incrocio. Il colore delle tracce aiuta a distinguere le categorie dei treni (Reg, IC, Exp, ES*, Merci ecc.).
In un orario grafico si possono mettere a punto altre tipologie di rappresentazioni, ad es. si può rappresentare la traccia in spessore proporzionale al rapporto pax-presenti/posti-offerti medio di un giorno-tipo (coefficiente di occupazione), onde avere un indicatore di qualità del servizio in termini di comfort a bordo (spazio per passeggeri), tratta per tratta.
Nonostante la semplicità della schematizzazione, l'orario grafico può dare molte informazioni, più leggibili della comune forma tabellare.